# Liste der denkmalgeschützten Objekte in Unterkohlstätten
Die Liste der denkmalgeschützten Objekte in Unterkohlstätten enthält die 4 denkmalgeschützten, unbeweglichen Objekte der Gemeinde Unterkohlstätten.

## Denkmäler
| Foto |                 | Denkmal                                                               | Standort                                                           | Beschreibung | Metadaten |
| ---- | --------------- | --------------------------------------------------------------------- | ------------------------------------------------------------------ | --- | --- |
| ja   | Datei hochladen | Kath. Filialkirche hl. Ludwig HERIS-ID: 12462 Objekt-ID: 8602         | Glashütten bei Schlaining 6 Standort KG: Glashütten bei Schlaining | Die dem Heiligen Ludwig von Toulouse geweihte Kirche wurde 1816 erbaut. | BDA-Hist.: Q38131386 Status: § 2a Stand der BDA-Liste: 2025-06-30 Name: Kath. Filialkirche hl. Ludwig GstNr.: 1 Filialkirche hl. Ludwig, Glashütten bei Schlaining                |
| ja   | Datei hochladen | Evang. Pfarrkirche A.B. HERIS-ID: 12463 Objekt-ID: 8603               | Holzschlag 1 Standort KG: Holzschlag                               | Die evangelische Pfarrkirche mit breitem Schiff und vorgesetztem Westturm wurde 1811 erbaut und bei einer Umgestaltung 1842 erweitert.                                                   | BDA-Hist.: Q30087231 Status: § 2a Stand der BDA-Liste: 2025-06-30 Name: Evang. Pfarrkirche A.B. GstNr.: 1 Evangelische Pfarrkirche Holzschlag                                     |
| ja   | Datei hochladen | Kath. Pfarrkirche hl. Leonhard HERIS-ID: 12464 Objekt-ID: 8604        | Standort KG: Oberkohlstätten                                       | Die Kirche entstand aus einer 1749 errichteten Kapelle, die um 1800 zur Kirche erweitert wurde. Sie hat einen gleich breiten Chor und einen Fassadenturm mit achtseitigem Pyramidenhelm. | BDA-Hist.: Q20748009 Status: § 2a Stand der BDA-Liste: 2025-06-30 Name: Kath. Pfarrkirche hl. Leonhard GstNr.: 1 Pfarrkirche Oberkohlstätten                                      |
| ja   | Datei hochladen | Kath. Filialkirche Mariae Heimsuchung HERIS-ID: 12466 Objekt-ID: 8606 | Standort KG: Unterkohlstätten                                      | Die kleine Kirche mit südseitigem Turm wurde 1858–1859 erbaut. | BDA-Hist.: Q38131423 Status: § 2a Stand der BDA-Liste: 2025-06-30 Name: Kath. Filialkirche Mariae Heimsuchung GstNr.: 20 Kath. Filialkirche Mariae Heimsuchung (Unterkohlstätten) |